# 逢いたい (松田聖子の曲)
「逢いたい」（あいたい）は、2004年5月26日にSony Recordsからリリースされた松田聖子の61枚目のシングル。

## 解説
レーベルゲートCD（コピーコントロールCD）で発売。初回仕様と通常仕様の2種類がリリースされた。娘のSAYAKAと共演した大京ライオンズマンションのコマーシャルソング。
松田聖子名義では1997年の「私だけの天使〜Angel〜/あなたのその胸に」（5位）以来の高順位となる12位を記録するなどヒットを記録した。同年には本曲が収録されたアルバム『Sunshine』が7年ぶりにアルバムチャートのトップ10にチャートインしている。

## 収録曲
全作詞:Seiko Matsuda／作曲・編曲:原田真二
1. 逢いたい
2. 風色のKiss
3. 逢いたい（Backing Track）
4. 風色のKiss（Backing Track）

## 関連作品
- 逢いたい
  - Premium Diamond Bible
  - Diamond Bible
  - Seiko Matsuda Best Ballad
  - SEIKO STORY〜90s-00s HITS COLLECTION〜
- 逢いたい (Album Version)
  - Sunshine
- 風色のKiss (Album Version)
  - Sunshine